# I Won't Be Home for Christmas
I Won't Be Home for Christmas è un singolo natalizio dei blink-182.

## Pubblicazione
Appare la prima volta nel singolo Josie e fu pubblicato nel 1997 come traccia-promo a bassa tiratura. La MCA Records ha ripubblicato I Won't Be Home for Christmas come singolo il 16 ottobre 2001, registrando la canzone assieme al primo batterista della band, Scott Raynor.
La canzone appare in molti album natalizi come MTV: TRL Christmas, Kevin and Bean: Santa's Swingin' Sack, A Santa Cause - It's a Punk Rock Christmas, and Skankin' Up Xmas. Ogni giorno di Natale la canzone appare nel MySpace della band e viene rimossa a fine giornata.

## Contenuti
La canzone parla di un uomo che non sopporta il Natale e tutto ciò che segue questa festività. Così finisce che si arrabbia e perde le staffe, picchiando amici e famigliari con una mazza da baseball, finendo così in cella e per questo motivo non sarà a casa per Natale.

## Tracce
1. I Won't Be Home for Christmas – 3:17
2. All the Small Things – 2:48
3. Josie – 3:19
4. Please Take Me Home – 3:05

## Formazione
blink-182
- Mark Hoppus – basso, voce
- Tom DeLonge – chitarra, voce
- Scott Raynor – batteria (tracce 1 e 3)
- Travis Barker – batteria (tracce 2 e 4)

produzione
- Mark Trombino – I Won't Be Home for Christmas e Josie
- Jerry Finn – All the Small Things e Please Take Me Home